# Dylan Chellamootoo
Dylan Chellamootoo (Conflans-Sainte-Honorine, 22 gennaio 1995) è un taekwondoka francese.

## Palmarès
- Europei

Baku 2014: bronzo nei 58 kg.